# Şehzade Mehmed Şevket
Şehzade Mehmed Şevket Efendi (turco ottomano: شهزاده محمد شوكت; Istanbul, 5 giugno 1872 – Istanbul, 22 ottobre 1899) è stato un principe ottomano, figlio del sultano Abdülaziz e della consorte Neşerek Kadin.

## Origini
Şehzade Mehmed Şevket nacque il 5 giugno 1872 a Istanbul, nel Palazzo Dolmabahçe. Era figlio del sultano ottomano Abdülaziz e della consorte Neşerek Kadın. Aveva una sorella minore, Emine Sultan.
Suo padre morì pochi giorni dopo essere stato deposto, il 4 giugno 1876. Una settimana dopo, l'11 giugno, morì anche sua madre, gravemente malata e prostrata dal dolore. Şevket, di appena quattro anni, fu cresciuto da suo cugino Abdülhamid II, nuovo sultano, che lo accolse fra i suoi figli a Palazzo Yıldız.
Venne educato al Padiglione Ihlamur a partire dal 1879, insieme alla sua sorellastra Esma Sultan, al fratellastro Şehzade Mehmed Seyfeddin e ai suoi cugini Şehzade Mehmed Selim e Zekiye Sultan, figli di Abdülhamid II. 
Şevket venne circonciso il 17 dicembre 1883, insieme a Şehzade Abdülmecid (Abdülmecid II) e Şehzade Mehmed Seyfeddin, suoi fratellastri; Şehzade Mehmed Selim, figlio di Abdülhamid II; Şehzade Ibrahim Tevfik e Şehzade Mehmed Ziyaeddin, nipoti di Abdülmecid I. 

## Carriera militare
Şevket fu formalmente arruolato in Marina nel 1873. Il 27 maggio 1875 venne promosso a tenente e nel 1876 divenne tenente comandante. 

## Morte
Şevket morì il 22 ottobre 1899 a ventisette anni. Venne sepolto nel mausoleo Mahmud II. L'attuale linea maschile di discendenza del sultano Abdülaziz deriva da lui. 

## Famiglia
Şevket aveva una sola consorte:
- Fatma Ruyinaz Hanım. Nata il 2 aprile 1873 a Bandirma. Si sposarono il 30 aprile 1890 a Palazzo Yıldız. Morì il 7 agosto 1960 a Beirut, in Libano. Da lei ebbe il suo unico figlio:[14][15]
  - Şehzade Mehmed Cemaleddin (1 marzo 1891 - 18 novembre 1947). Ebbe una consorte e due figli. Morì in esilio a Beirut.

## Vita privata
Şevket risiedeva nel Padiglione Malta a Palazzo Yıldız, e possedeva una villa a Küçük Çamlıca, Üsküdar. Era un pianista